# Kalle Matilainen
Kalle Matilainen (Kalle Aukusti Matilainen; * 28. September 1899 in Mikkeli; † 28. Juni 1985 in Iisalmi) war ein finnischer Langstreckenläufer.
Bei den Olympischen Spielen 1928 in Amsterdam wurde er Achter über 10.000 m.
1925 wurde er Finnischer Meister über 5000 m und 1927 sowie 1931 über 10.000 m.
Sein Bruder Jukka Matilainen war als Hürdenläufer und sein Bruder Martti Matilainen als Hindernisläufer erfolgreich.

## Persönliche Bestzeiten
- 5000 m: 14:51,8 min, 17. August 1929, Viipuri
- 10.000 m: 31:25,5 min, 7. Juli 1928, Helsinki